# تفلبرگ (سورینام)
تفلبرگ (به لاتین: Tafelberg) یک کوه در سورینام است که در ناحیه سیپالیوینی واقع شده‌است. تفلبرگ ۱٬۰۲۶ متر بالاتر از سطح دریا واقع شده‌است.